# Proteínas de la célula huésped
Las proteínas de la célula huésped (HCPs) son impurezas proteicas relacionadas con el proceso que son producidas por el organismo huésped durante la fabricación y producción bioterapéutica. Durante el proceso de purificación, la mayoría de las HCP producidas se eliminan del producto final (>99% de las impurezas eliminadas). Sin embargo, aún quedan HCP residuales en el fármaco final distribuido. Entre los ejemplos de HCP que pueden permanecer en el producto farmacéutico deseado se encuentran: los anticuerpos monoclonales (mAbs), los conjugados anticuerpo-fármaco (ADCs), las proteínas terapéuticas, las vacunas y otros biofármacos basados en proteínas.
Los HCP pueden causar inmunogenicidad en las personas o reducir la potencia, la estabilidad o la eficacia general de un medicamento. Las organizaciones reguladoras nacionales, como la FDA y la EMA, proporcionan directrices sobre los niveles aceptables de HCP que pueden permanecer en los productos farmacéuticos antes de que se pongan a disposición del público. Actualmente, el nivel aceptable de HCP en los productos farmacéuticos oscila entre 1-100ppm (1-100 ng/mg de producto). Sin embargo, el nivel aceptado de HCP en un producto final se evalúa caso por caso, y depende de múltiples factores, entre ellos: la dosis, la frecuencia de administración del fármaco, el tipo de fármaco y la gravedad de la enfermedad.
El rango aceptable de HCP en un producto farmacéutico final es grande debido a las limitaciones de los métodos de detección y análisis que existen actualmente. El análisis de los HCP es complejo, ya que la mezcla de HCP está formada por una gran variedad de especies de proteínas, todas ellas exclusivas de los organismos anfitriones específicos, y no relacionadas con la proteína recombinante prevista y deseada.  El análisis de estas grandes variedades de especies de proteínas a concentraciones muy diminutas es difícil y requiere un equipo extremadamente sensible que aún no se ha desarrollado del todo. La razón por la que es necesario controlar los niveles de HCP se debe a los efectos inciertos que tienen en el organismo. En cantidades mínimas, se desconocen los efectos de los HCP en los pacientes y determinados HCP pueden afectar a la estabilidad de las proteínas y a la eficacia del fármaco, o causar inmunogenicidad en los pacientes. Si la estabilidad del fármaco se ve afectada, la durabilidad de la sustancia activa en el producto farmacéutico podría disminuir. También podrían aumentar o disminuir los efectos que el fármaco debe tener en los pacientes, dando lugar a complicaciones de salud que pueden surgir. El grado de inmunogenicidad a largo plazo es difícil, y casi imposible, de determinar y las consecuencias pueden incluir graves amenazas para la salud del paciente.

## Riesgo para la seguridad
Los HCP de los productos biofarmacéuticos suponen un riesgo potencial para la seguridad de los seres humanos al introducir proteínas y biomoléculas extrañas en el sistema inmunitario humano. Dado que las células huésped comunes utilizadas para producir medicamentos biofarmacéuticos son E. coli, levadura, línea celular de mieloma de ratón ( NS0 ) y ovario de hámster chino ( CHO ), los HCP resultantes son genéticamente diferentes a lo que el cuerpo humano reconoce. Como consecuencia de esto, la presencia de HCP en humanos puede activar una respuesta inmune, lo que puede conducir a posibles problemas de salud graves.
Existe una correlación entre la cantidad de antígenos extraños (HPC) en nuestro organismo y el nivel de respuesta inmunitaria que produce nuestro cuerpo. Cuantos más HCP estén presentes en un medicamento, mayor será la respuesta inmunitaria que se activará. Varios estudios han relacionado la reducción de los HCP con una disminución de citoquinas inflamatorias específicas. Otros HCP pueden ser muy similares a una proteína humana y pueden inducir una respuesta inmunitaria con reactividad cruzada contra la proteína humana o la proteína de la sustancia farmacológica. Las consecuencias exactas de los HCP para un paciente individual son inciertas y difíciles de determinar con los métodos analíticos actuales utilizados en la producción y el análisis biofarmacéutico.

## Análisis
Los HCP se identifican durante la fabricación de productos biofarmacéuticos como parte del proceso de control de calidad.
Durante el proceso de producción, varios factores, incluidos los genes de la célula huésped, la forma de expresión del producto y los pasos de purificación, influyen en la composición y la abundancia final de HCP. Varios estudios informan de que los HCP suelen copurificarse junto con el propio producto al interactuar con la proteína recombinante.
El ensayo inmunoenzimático (ELISA) es el método predominante para el análisis de HCP en los productos farmacéuticos debido a su alta sensibilidad a las proteínas, que le permite detectar los bajos niveles de HCP en los medicamentos producidos. Aunque el proceso de desarrollo requiere un largo período de trabajo y varias pruebas con modelos animales, el análisis del contenido de HCP en el producto final puede realizarse e interpretarse rápidamente.  Aunque el ELISA posee la sensibilidad necesaria para realizar el análisis de los HCP, el procedimiento tiene varias limitaciones. La cuantificación de HCP depende principalmente de la cantidad y afinidad de los anticuerpos anti-HCP para la detección de los antígenos HCP. Los grupos de anticuerpos anti-HCP no pueden cubrir toda la población de HCP y las proteínas débilmente inmunogénicas son imposibles de detectar, ya que no se generan anticuerpos equivalentes en el proceso.
Recientemente se han desarrollado métodos como la combinación de espectrometría de masas (MS) y cromatografía líquida ( LC-MS ) para permitir un análisis y purificación de HCP más eficientes y efectivos. Estos métodos pueden:
- Detectar concentraciones variables de proteínas en una muestra compleja
- Seguir una población de HCP en constante cambio y sus concentraciones durante un proceso de fabricación
- Analizar muchas proteínas a la vez
- Medir los HCP poco abundantes que quedan eclipsados por el producto proteico objetivo muy abundante.[6]

Recientemente, el método de EM se ha mejorado aún más mediante el método SWATH LC-MS. SWATH es una forma de adquisición independiente de los datos (DIA) de la espectrometría de masas, en la que el rango de masas se divide en pequeñas ventanas de masa, que luego se analizan con MS en tándem (MS/MS). Las principales ventajas son la reproducibilidad tanto para la identificación individual de HCP como para la cuantificación absoluta mediante la aplicación de estándares internos de proteínas.